# George Vicat Cole
George Vicat Cole, né à Portsmouth le 17 avril 1833 et mort à Londres le 6 avril 1893, est un peintre britannique. 

## Biographie

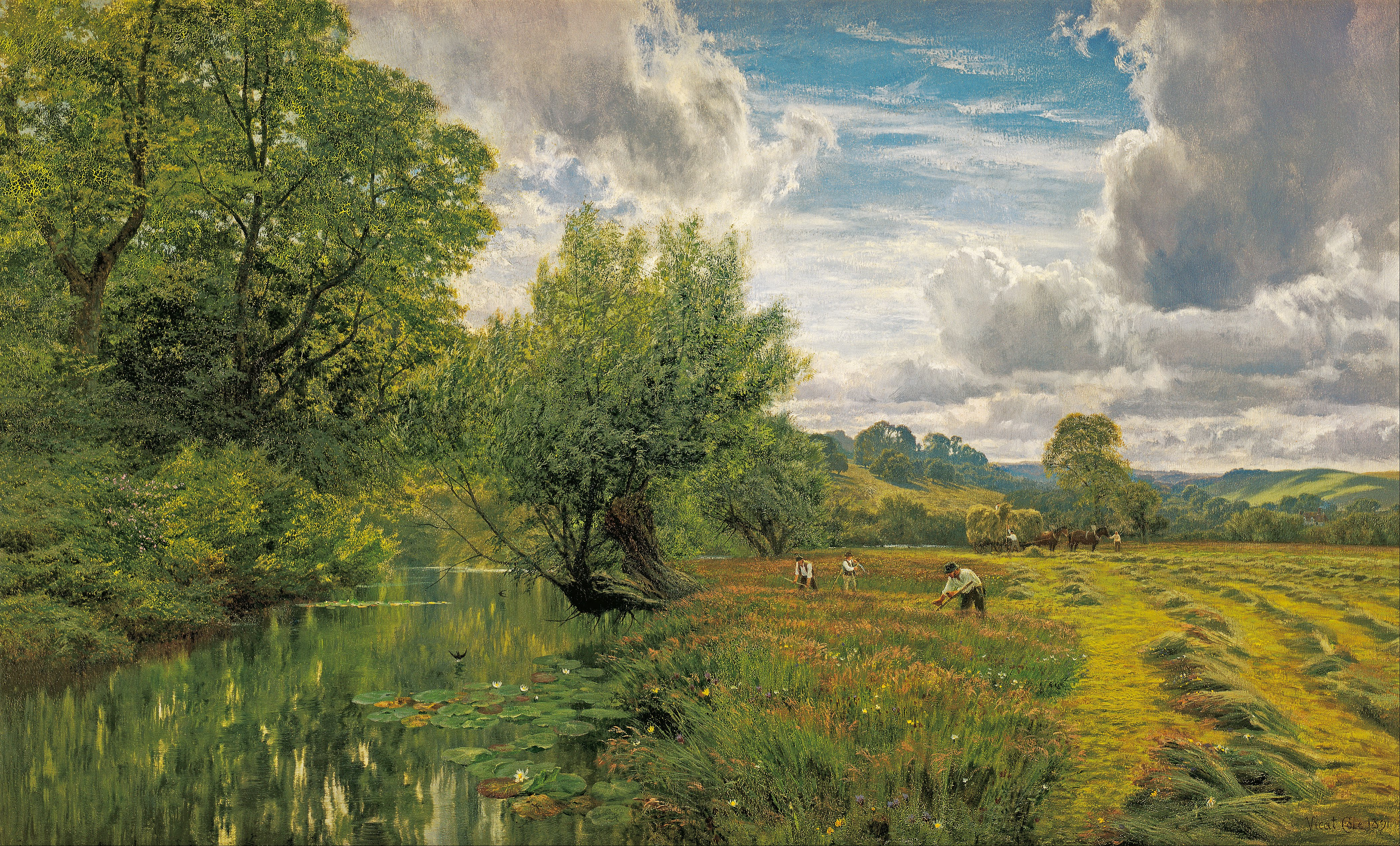
Hayfield, près de l'écluse de Days (1891)

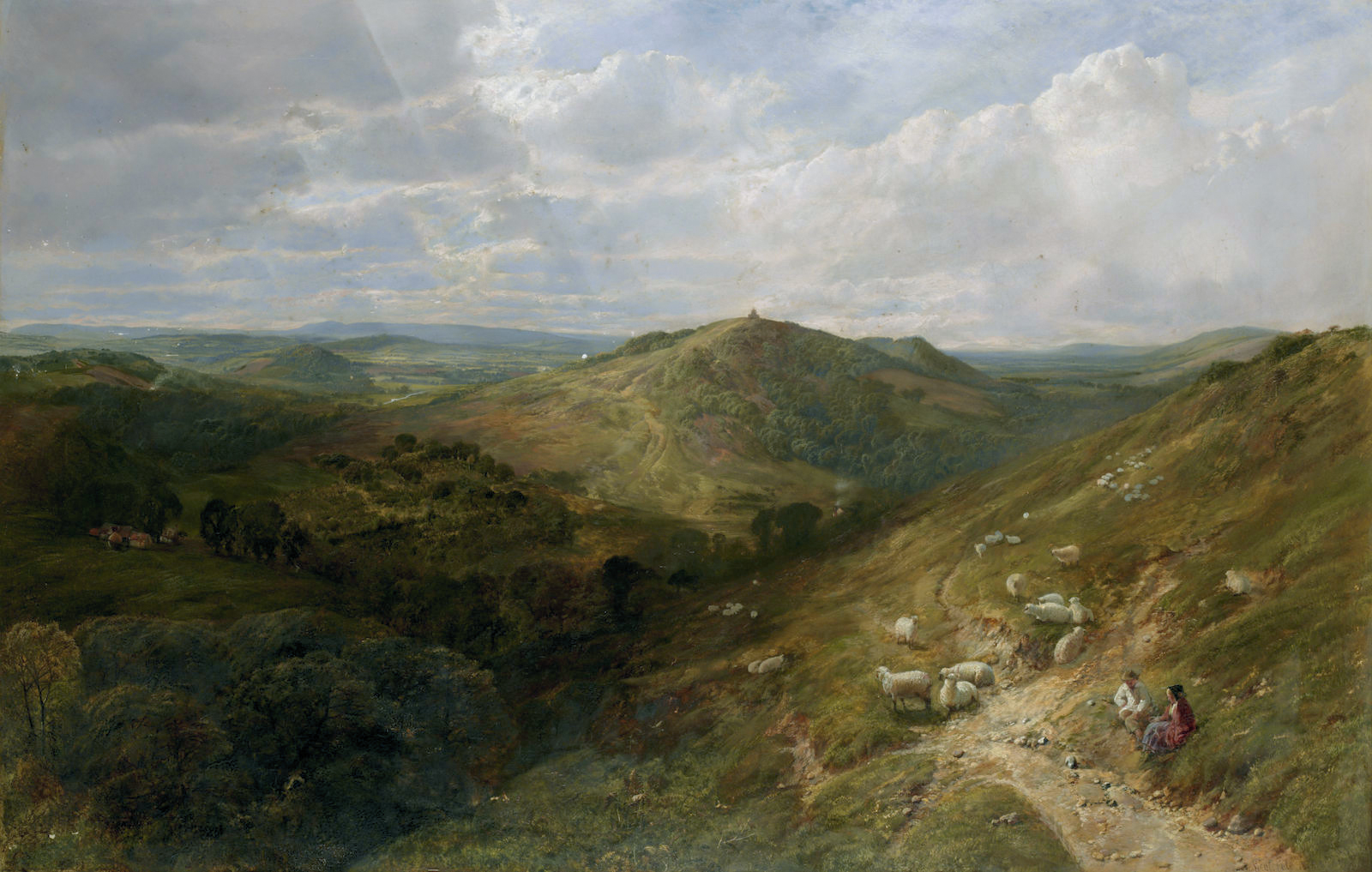
Paysage, peut-être The Hog's Back, Guildford.

Né à Portsmouth, Cole est le fils du peintre paysagiste George Cole (1810-1883). Il expose à la British Institution à l'âge de dix-neuf ans et il expose pour la première fois à la Royal Academy en 1853. En 1870, il est élu associé de cette institution et devint académicien dix ans plus tard. Il meurt à Londres le 6 avril 1893. La grande popularité de son travail est due en partie à la simplicité de sa méthode technique et en partie à son choix habituel de matériaux attrayants. 
La plupart de ses sujets ont été trouvés dans les comtés de Surrey et de Sussex et le long des rives de la Tamise. L'un de ses plus grands tableaux, The Pool of London, a été acheté par les administrateurs du fonds Chantrey en 1888 et a été présenté à la Tate Gallery. 
Il est le père du peintre Rex Vicat Cole. Il a peut-être été lié au portraitiste de la société Philip Tennyson Cole. 
Sa fille Mary Blanche Cole (1858-1945) est également artiste peintre et elle est l'épouse de l'artiste Louis Paul (1855-1927).

## Musées et collections publiques
- Landscape With River And Trees, MacKenzie Art Gallery
- La Moisson, 1876, huile sur toile, Musée national des beaux-arts du Québec[3]
- Leaves are but Wings on which the Summer Flies, 1879, Galerie d'art Beaverbrook
- A Hilly Landscape, Surrey Hills, 1883, Galerie d'art Beaverbrook
- Sunset, non datée, Royal Alberta Museum